# 尖棘鱲
尖棘鱲（学名：Zacco acutipinnis），為輻鰭魚綱鯉形目鲴科鱲属的其中一種。分布於亞洲中國南方淡水流域，背鰭軟條10枚、臀鰭軟條12枚、脊椎骨39-41個，體長可達13公分，棲息在底中層水域，生活習性不明。

## 扩展阅读
維基物種上的相關：尖棘鱲